# Маздаїзм
Маздаїзм — стародавня релігія, поширена у 1-му тисячолітті до н. е. в Мідії та Персії.
Згідно з віровченням маздаїзму, божественне начало (Агура Мазда, звідси й назва) веде боротьбу із злим началом (Анхра-Майнью чи Аріман) за панування над світом й душами людей.